# Zygonyx eusebia
Zygonyx eusebia är en trollsländeart. Zygonyx eusebia ingår i släktet Zygonyx och familjen segeltrollsländor. IUCN kategoriserar arten globalt som livskraftig.

## Underarter
Arten delas in i följande underarter:
- Z. e. eusebia
- Z. e. pretentiosus